# Voyage (chanson)
 (octobre 2021).
Pour les articles homonymes, voir Voyage (homonymie).
Singles de Ayumi Hamasaki
H
(2002) &
(2003)
Voyage est le 28e single original de Ayumi Hamasaki sorti sous le label Avex Trax, en excluant ré-éditions, remixes, et son tout premier single sorti sous un autre label.

## Présentation
Le single sort le 26 septembre 2002 au Japon sous le label Avex Trax, produit par Max Matsuura. Il ne sort que deux mois après le précédent single de la chanteuse : H. Il atteint la 1re place du classement de l'Oricon. Il se vend à 319 020 exemplaires la première semaine, et reste classé pendant 21 semaines, pour un total de 679 463 exemplaires vendus durant cette période.
Le disque contient quatre titres : la chanson-titre, sa version instrumentale, et deux versions remixées des chansons  Independent  et  Hanabi  du précédent single H. Ayumi Hamasaki a aussi écrit la musique des trois chansons, sous le pseudonyme Crea, en collaboration avec Dai Nagao, alias D・A・I.
Il n'y a pas de clip vidéo pour le single, mais un film de 40 minutes avec la chanteuse a été tourné à la place, Tsuki ni Shizumu, auquel la chanson-titre sert de thème musicale. Elle sert aussi de générique de fin au drama My Little Chef avec Aya Ueto et Hiroshi Abe. Elle figurera sur l'album Rainbow qui sortira trois mois plus tard, puis sur les compilations  A Ballads de 2003, A Best 2: White de 2007, et A Complete: All Singles de 2008. Elle sera également remixée sur trois albums de remix de 2003 : RMX Works from Super Eurobeat presents ayu-ro mix 3, RMX Works from Cyber Trance presents ayu Trance 3, et RMX Works from ayu-mi-x 5 non stop mega mix.
Le single est décerné le 35e Japan Record Award.

## Liste des titres
Toutes les paroles sont écrites par Ayumi Hamasaki, toute la musique est composée par CREA & D・A・I.
| 1. | Voyage                                                        | Arrangt. : Ken Shima | 5:08 |
| 2. | Hanabi "Electrical Bossa Mix" (HANABI "electrical Bossa mix") | 1.DT                 | 5:06 |
| 3. | Independent "Sugiurumn Mix" (independent "SUGIURUMN MIX")     | Sugiurumn            | 5:45 |
| 4. | Voyage (Instrumental)                                         | Arrangt. : Ken Shima | 5:08 |